# Кам'янка лиса

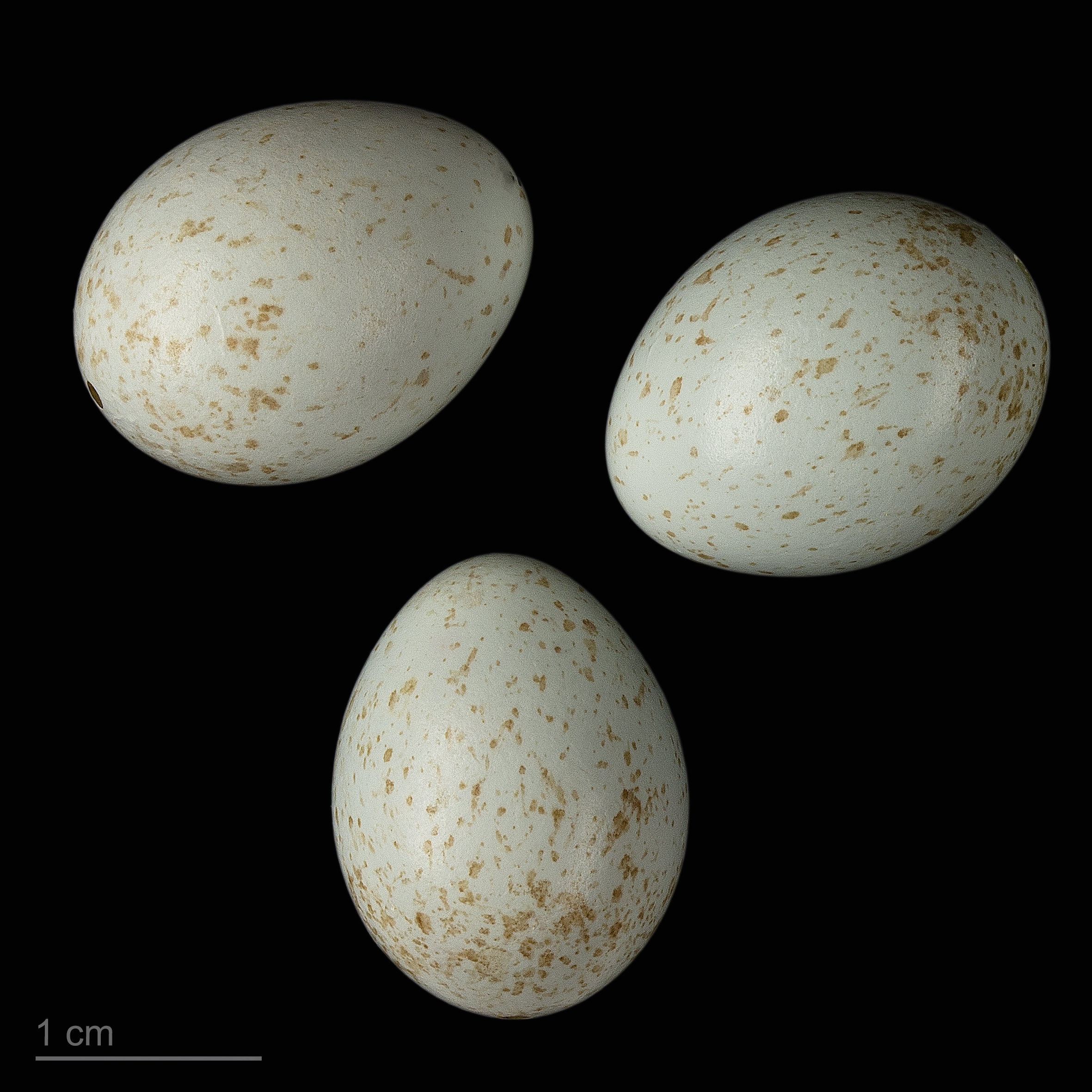
яйце Oenanthe pleschanka - Тулузький музей

Кам'янка лиса (Oenanthe pleschanka) — невеликий горобцеподібний птах роду кам'янок (Oenanthe) родини мухоловкових (Muscicapidae). В Україні гніздовий, перелітний вид.

## Морфологічні ознаки
Розміром приблизно з горобця. Маса тіла 15-22 г, довжина тіла біля 15 см. Виражений статевий диморфізм. У дорослого самця в шлюбному вбранні верх голови, шия ззаду, поперек, низ вола, груди, черево, підхвістя і надхвістя білі; на голові сіруватий, а на волі вохристий відтінок; інше оперення тулуба і крила чорні; хвіст білий, з майже цілком чорними центральними стерновими перами та неширокою чорною смугою на кінці, на крайніх стернових перах вона ширша; дзьоб і ноги чорні; у позашлюбному вбранні пера темних частин тіла зі світлою облямівкою; надхвістя і низ тулуба з вохристим відтінком. Доросла самка у шлюбному оперенні має білуваті груди, черево, підхвістя, надхвістя і поперек; інше оперення темно-буре; у позашлюбному вбранні світліша, пера верху зі світлою облямівкою; низ з вохристим відтінком, Молодий птах подібний до дорослої самки у позашлюбному оперенні.
Дорослий самець лисої кам'янки від дорослого самця іспанської кам'янки відрізняється чорною спиною в поєднанні з чорним горлом; доросла самка від дорослої самки іспанської кам'янки з білуватим горлом — темним кольором горла, від дорослої самки іспанської кам'янки з темно-бурим горлом темнішим волом, але в позашлюбному оперенні розрізнити важко. Молода лиса кам'янка від молодої іспанської кам'янки — вохристішим низом тулуба, хоча здебільшого визначити складно.

## Голос
Пісня подібна до пісні малого жайворонка; поклик — різке «чек», зрідка — двоскладове «тре — трет».

## Поширення та місця існування
В Україні поширена у степовій зоні та горах Криму. Тримається кам'янистих розсипів, балок, глинястих круч, ділянок степового типу. Часто присідає, посмикуючи чорно-білим хвостом угору вниз.

## Річний цикл
Прилітає на початку квітня. Гніздо влаштовує в норі або розколині, вистеляючи його травинками, шерстю, пір'ям і кінським волосом. Кладка з 4-5 зеленкувато-блакитних яєць, наприкінці квітня — на початку травня. Відлітає у вересні.

## Живлення
Живиться дрібними комахами. Поживу здобуває як у повітрі, так і на землі; гніздиться в щілинах, порожнинах між камінням, норах.

## Охорона
Перебуває під охороною Бернської конвенції.